# 金宗俊二
金宗 俊二（かねむね しゅんじ、7月13日 - ）は、日本の男性声優。東京都世田谷区出身。

## 人物
以前はぷろだくしょんバオバブ、ぷろだくしょん★A組に所属していた。
特技には体が柔らかいこと、趣味にアニメ、映画鑑賞、ウインドウショッピングをそれぞれ挙げている。

## 出演

### テレビアニメ
2013年
- クレヨンしんちゃん（プール係員）
- 忍者ハットリくん（報道陣A、社員、客C）

2014年
- となりの関くん（男子生徒B）
- 名探偵コナン（警官）

### webアニメ
- トミカ ハイパーレスキュー（2015年、タクミ隊員、ナレーション、救助犬バリー 他）

### ゲーム
- アルケミアストーリー（2017年、セバスチャン）

### ドラマCD
- オジサマ専科
- 東京VATS（オーク・ウィリアムズ）
- 花は儚き恋せよ乙女〜探偵 樺竜胆の報告書〜（梅原創）

### ボイスドラマ
- 囁きcafe Sweet Vampire（2016年、蒼葉柊夜）

### ボイスコミック
- 保健室の死神（男子C）
- まじかる☆タルるーとくん（原子力）
- リアルメイドル（葉隠ケンシロウ）

### ラジオ
- てっぺんスイッチ

### その他
- ニコニコ動画 ニコゲー紹介PV